# Viviane de Muynck
Viviane de Muynck (1946) es una actriz belga. Ha aparecido en más de sesenta películas desde 1982.

## Filmografía
| Año  | Título          | Papel    | Notas |
| ---- | --------------- | -------- | ----- |
| 1991 | Elias           |          |       |
| 2004 | Sweet Jam       | Gerda    |       |
| 2006 | The Only One    |          |       |
| 2011 | Hotel Swooni    | Violette |       |
| 2015 | Me and Kaminski | Anna     |       |
| 2015 | The Ardennes    |          |       |